# Звезда на смъртта
Звездата на смъртта е измислена мобилна космическа станция и галактическо супероръжие, представено във франчайза на филмовата космическа сага „Междузвездни войни“.
Първата гигантска космическа станция, убиваща планетата, известна като „Звездата на смъртта“ се появява във филма от 1965 г. „Атака от космоса“. И концепцията, и името са плагиатствани в оригиналния филм „Междузвездни войни“. Първата версия на Звездата на смъртта в Междузвездни войни е с диаметър над 120 км и е създадена от приблизително 1,7 милиона военнослужещи и 400 000 дроида. Втората Звезда на смъртта, която се появява в „Завръщането на джедаите“, е значително по-голяма – с диаметър между 160 до 900 км и технологично по-мощна от предшественика си.